# Béloko
Béloko est une localité de République centrafricaine située dans la commune de Baboua et la préfecture de la Nana-Mambéré.

## Géographie
La localité est située sur la route nationale 3(axe Bouar - Garoua-Boulai) à proximité de la frontière entre le Cameroun et la République centrafricaine, à 43 km au nord-ouest du chef-lieu communal Baboua.

## Économie
Le poste des douanes de Béloko, est situé à 650 km de Bangui sur corridor Douala-Bangui où transitent 80% des importations de La RCA.